# Sân bay quốc tế Shahjalal

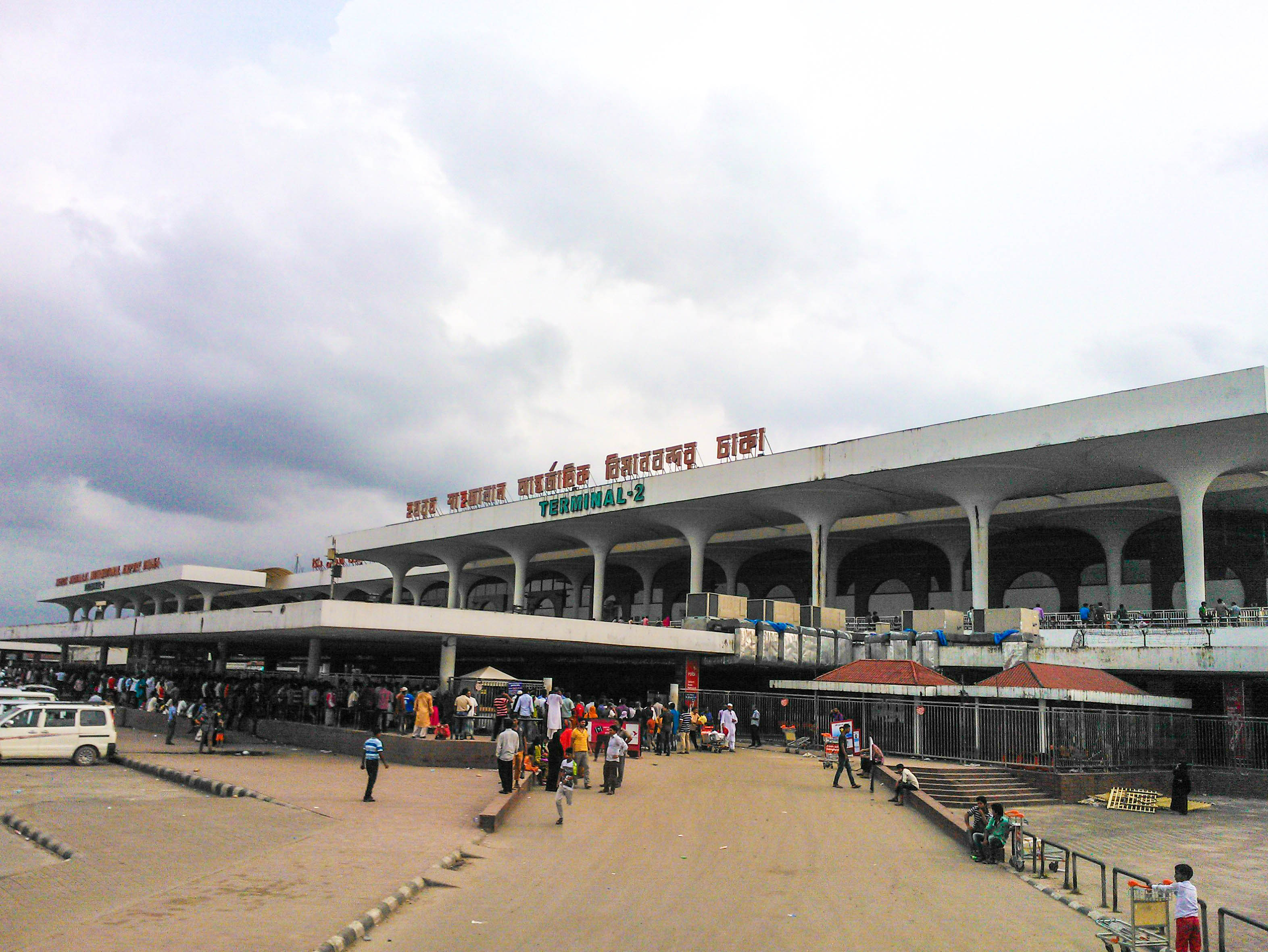
Sân bay quốc tế Shahjalal.

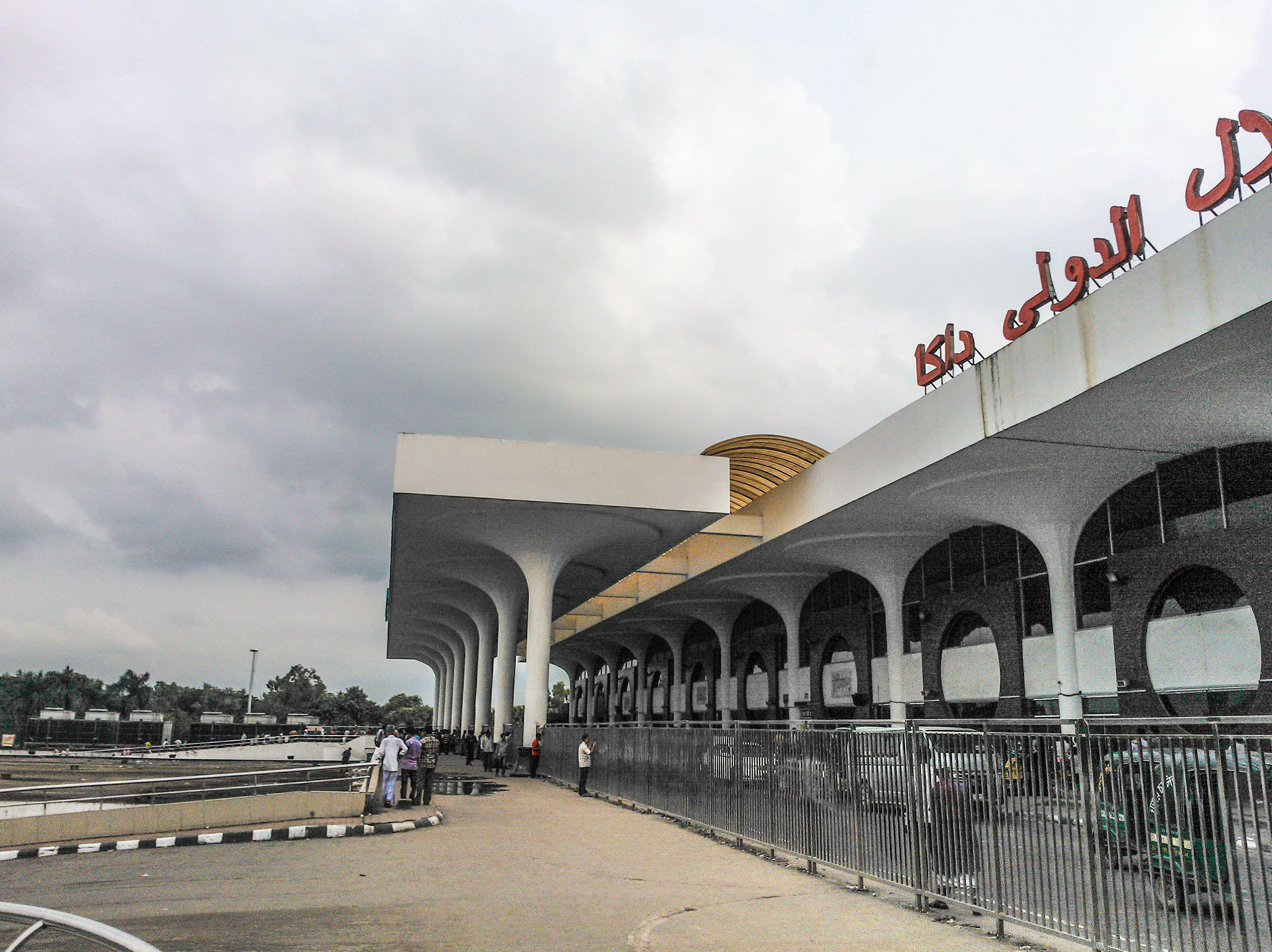
Sân bay quốc tế Shahjalal (Terminal-1).

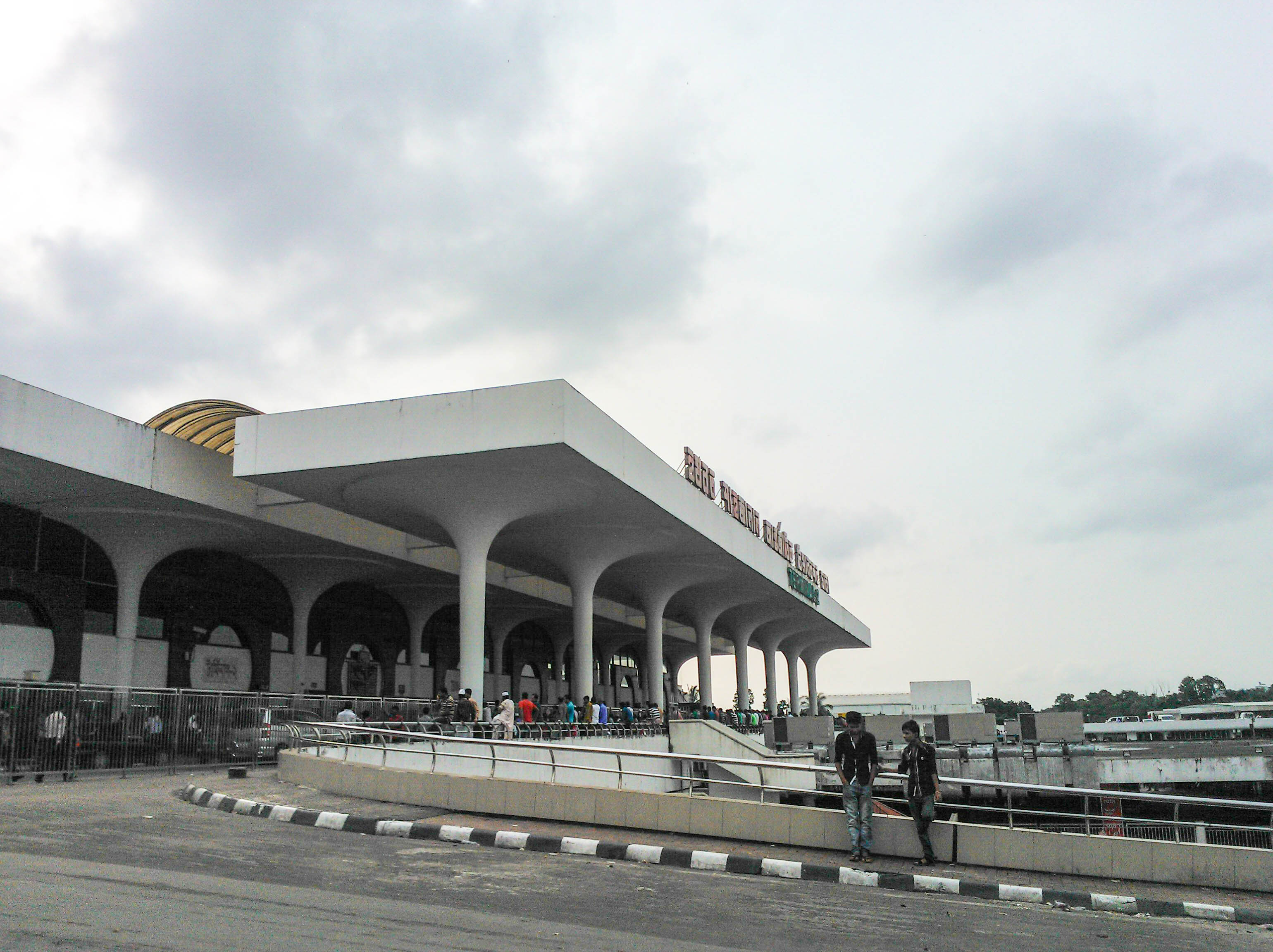
Sân bay quốc tế Shahjalal (Terminal-2).

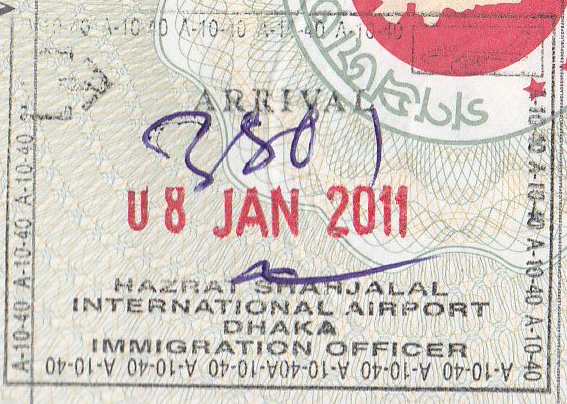
Visa đến được cấp ở sân bay ngày 8 tháng 1 năm 2011.

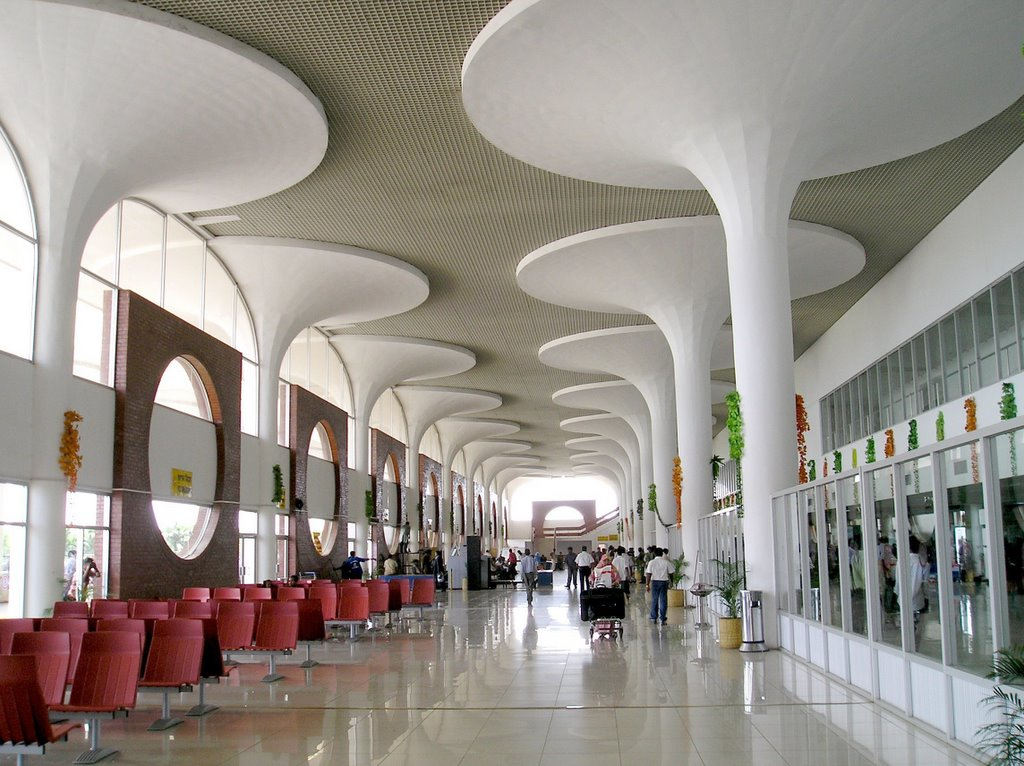
Bên trong sảnh đi

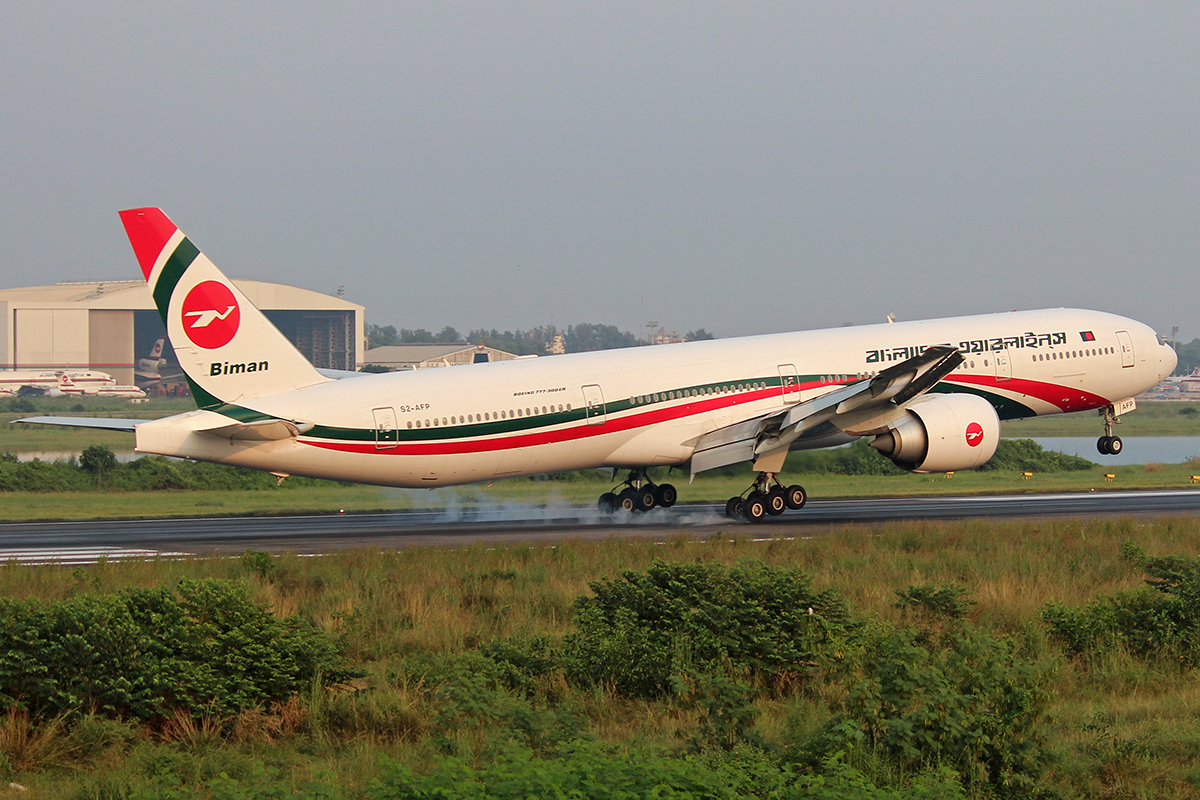
Biman Bangladesh Airlines Boeing 777-300ER hạ cánh tại sân bay năm 2012.

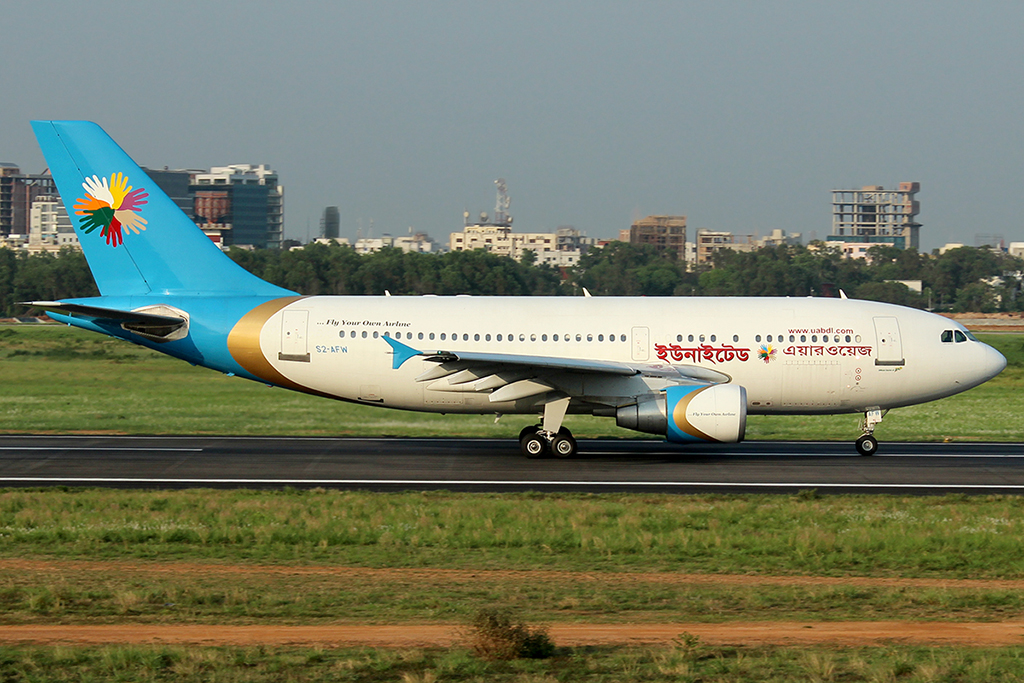
Chiếc máy bay Airbus A310-300 của United Airlines chuẩn bị cất cánh tại sân bay này năm 2012.

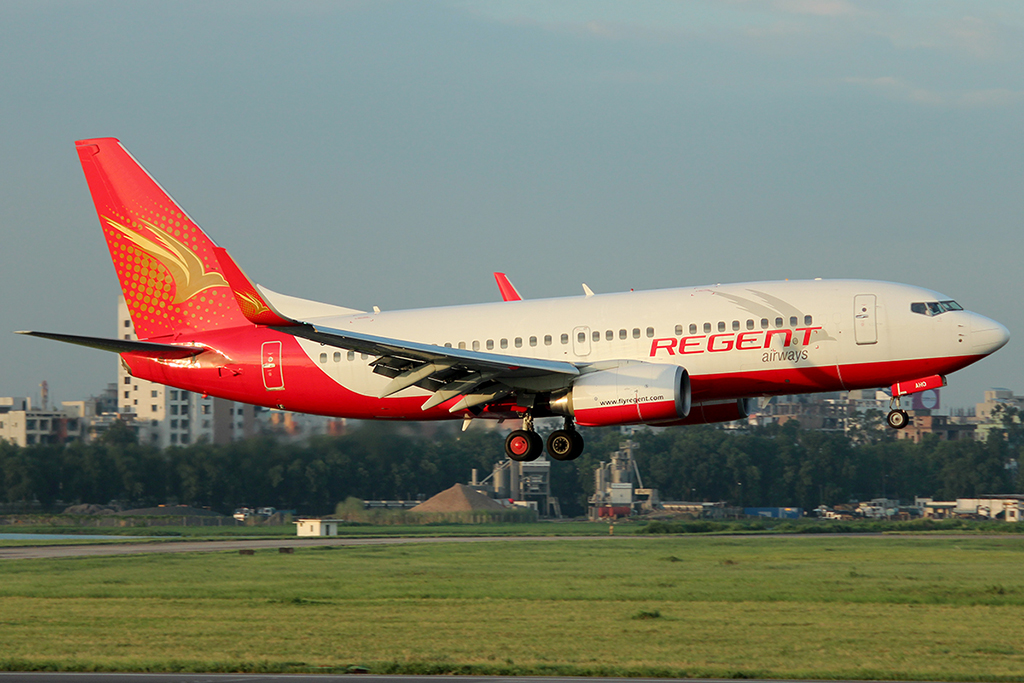
Boeing 737-700 của Regent Airways chuẩn bị hạ cánh tại sân bay Shahjalal năm 2013.

Sân bay quốc tế Zia (IATA: DAC, ICAO: VGZR) (tiếng Bengal chuyển tự: Zia Antorjatik Bimanbôndor) là sân bay lớn nhất Bangladesh ở Kurmitola, Dhaka, với tổng Dhaka một bên và khu vực dân cư Uttara một bên. Sân bay này bắt đầu hợt động năm 1981, và được đặt tên theo cựu tổng thống Bangladesh Ziaur Rahman. Đây là trung tâm của Biman Bangladesh Airlines, GMG Airlines, Best Air và United Airways (Bangladesh).
Sân bay Zia chiếm gần 52% lượt khách đến và đi của quốc gia này, còn sân bay lớn thứ 2 tại Chittagong chiếm 17% tổng lượt khách. Mỗi năm có khoảng 0,8 triệu lượt khách nội địa và 105.000 tấn hàng hóa thông qua sân bay Zia.
Sân bay có diện tích 1.981 mẫu Anh (802 ha). Sân bay này có công suất phục vụ 8 triệu lượt hành khách mỗi năm, và được CAAB dự đoán sẽ phục vụ số khách bằng công suất thiết kế vào năm năm 2026. Trong năm 2012, nó phục vụ 5,6 triệu lượt khách và thông qua 214.000 tấn hàng.
Tính đến tháng 9 năm 2014, 29 hãng hàng không hành khách kết nối 38 thành phố, nước và quốc tế. Trung bình mỗi ngày khoảng 190 lượt chuyến bay.
Hãng hàng không quốc quốc gia Biman Bangladesh Airlines là nhà cung cấp dịch vụ mặt đất của sân bay. [9] Biman bay từ sân bay quốc tế đến 19 thành phố ở châu Âu và châu Á.

## Lịch sử
Năm 1941, trong cuộc chiến tranh thế giới thứ hai, chính phủ Anh đã xây dựng một đường băng tại Kurmitola, một vài km về phía bắc Tejgaon làm một đường băng bổ sung cho sân bay Tejgaon,  thời điểm đó là một sân bay quân sự, để phục vụ cho hoạt động máy bay chiến đấu đối với các khu vực chiến tranh của Kohima (Assam) và các chiến trường Miến Điện.

## Các hãng hàng không và các tuyến điểm
- AirAsia X (Kuala Lumpur) thuê bao
- Air Arabia (Sharjah)
- Air India (Delhi, Kolkata)
  - Air India (Delhi, Kolkata)
- Bahrain Air (Bahrain) (bắt đầu tháng 10 năm 2008)
- Best Air (Bangkok-Suvarnabhumi, Chittagong)
- Biman Bangladesh Airlines (Abu Dhabi, Bahrain, Bangkok-Suvarnabhumi, Chittagong, Cox's Bazar, Dammam, Doha, Dubai, Hong Kong, Jeddah, Karachi, Kathmandu, Kolkata, Kuala Lumpur, Kuwait, London-Heathrow, Muscat, New Delhi, Riyadh, Rome-Fiumicino, Singapore, Sylhet)
- British Airways (London-Heathrow)
- China Eastern Airlines (Beijing, Kunming)
- Dragonair (Hong Kong)
- Druk Air (Bangkok-Suvarnabhumi, Gaya, Paro)
- Emirates (Dubai)
- Etihad Airways (Abu Dhabi)
- GMG Airlines (Bangkok-Suvarnabhumi, Barisal, Chittagong, Cox's Bazar, Delhi, Dubai,[cần dẫn nguồn], Jessore, Kathmandu, Kolkata, Kuala Lumpur, Sylhet)
- Gulf Air (Muscat)
- Jet Airways (Delhi, Kolkata)[1]
- Kuwait Airways (Kuwait)
- Malaysia Airlines (Kuala Lumpur)
- Pakistan International Airlines (Karachi)
- Qatar Airways (Doha)
- RAK Airways (Ras Al Khaimah)[cần dẫn nguồn]
- Royal Bengal Airlines (Barisal, Chittagong, Cox's Bazar, Jessore, Kolkata, Sylhet)
- Saudi Arabian Airlines (Damman, Jeddah, Madinah, Riyadh)
- Singapore Airlines (Singapore)
- Thai Airways International (Bangkok-Suvarnabhumi)
- United Airways (Bangladesh) (Barisal, Chittagong, Cox's Bazar, Jessore, Kolkata, Sylhet)
- Yemenia (Sana'a)

## Các hãng sắp hoạt động tại đây
Các hãng sau đã tỏ ý muốn bay tới Dhaka:
- Bahrain Air (Bahrain)
- Air Blue (Karachi) [2]
- Air India Express (Kolkata, Mumbai) [3][4]
- Gadair European Airlines (Madrid) [5]
- Kang Pacific Airlines-KPA (Fujairah, Manila)[6]
- Lion Air (Jakarta)[cần dẫn nguồn]
- Orient Thai Airways (Bangkok-Suvarnabhumi)
- UK International Airlines (Islamabad, Manchester) [7]

## Các hãng vận tải hàng hóa
- Air France Cargo [8]
- Biman Cargo[9]
- Bismillah Airlines[10]
- British Airways World Cargo[11]
- Cathay Pacific Cargo
- Dragonair Cargo[12]
- Emirates SkyCargo[13]
- Empost[14]
- FedEx[15]
- Gulf Air Cargo[16]
- MASKargo[17]
- PIA Cargo[18]
- Qatar Airways Cargo[19]
- Saudi Arabian Airlines Cargo[20]
- Singapore Airlines Cargo[21]
- Thai Cargo[22]
- Yangtze River Express

## Các hãng đã hoạt động
- Aeroflot
- Air Slovakia
- BOAC
- Burma Airways
- Cosmic Air
- Interflug
- Iran Air
- Iraqi Airways
- KLM
- Korean Air Cargo
- Oman Air
- Royal Nepal Airlines
- SriLankan
- Uzbekistan Airways

## Tai nạn và sự cố
- Ngày 4 tháng 8 năm 1984 một chiếc máy bay của Biman Bangladesh Airlines từ Chittagong đã rơi ở đầm lầy gần sân bay Zia.[23] Tất cả 45 hành khách và 4 phi hành đoàn của Fokker F-27 thiệt mạng. Máy bay này do Kaniz Fatema Roksana, phi công nữ đầu tiên của quốc gia này lái.